# Frank Williams (musicien)
Pour les articles homonymes, voir Frank Williams (homonymie) et Williams.
Frank Williams est un comédien, musicien, auteur-compositeur, et scénariste[réf. nécessaire] franco-américain[réf. nécessaire], né le 19 avril 1979 à Enghien-les-Bains (Val-d'Oise)[réf. nécessaire].
Il est le fondateur de plusieurs groupes de musique, dont le duo Williams Traffic,, et le groupe Frank Williams & The Ghost Dance

## Biographie
Frank Williams est un comédien, chanteur et compositeur issu du mouvement punk et de la scène alternative parisienne.
Il fonde le duo de musique électro Williams Traffic, en 1999. Le groupe sort deux albums sur le label BMG : Williams Traffic & the Fugitive en 2001 et Brian Dreams en 2005.
Avec Olivier Bodin il lance le label "La Fugitive"  et réalise de nombreux albums dont ceux des Moonshiners, des Daltons et de Jeanne La Fonta. Il co-réalise et co-écrit également avec Fantazio les deux albums du "Fantazio Gang" qu'il intègre entre 2001 et 2010.
En 2011 il forme le groupe de rock Frank Williams & The Ghost Dance avec Valentine Carette et sort deux albums avec son label La fugitive : Temptation (en 2011) et Totem Girl (en 2014).
Frank Williams compose dès lors des musiques pour le cinéma, notamment la B.O du film Une histoire américaine de Armel Hostiou, Monsieur Morimoto de Nicola Sornaga, Le Ciel étoilé au-dessus de ma tête et Le Processus de paix de Ilan Klipper. Il fait la rencontre de Jean-Charles Hue en 2023, et compose la musique de son film Sang Craché des Lèvres Belles, puis de la série Malditos produite par HBO. 
Frank Williams fait ses débuts en tant que comédien dans les années 2000. Il reçoit le prix d’interprétation du festival parisien Le Court Nous Tient, pour son rôle dans le court métrage La nuit je mens d'Aurelia Morali.
En 2022, il incarne le personnage de Maurice dans la série Mister Spade de Scott Frank aux côtés de Denis Ménochet, Louise Bourgoin et Clive Owen.
Il incarne Cambacérès, le second consul de Napoléon, dans la série Carême réalisée par Martin Bourboulon au printemps 2024.
Il explore en parallèle le monde du théâtre contemporain et travaille autant comme acteur que comme musicien dans les pièces de Alban Lefranc, Robert Cantarella, Catherine Umbdenstock, Valentine Carette, Maya Bösch, Lazare, Clara le Picard, et Olivia Csiky Trnka.
Dans sa musique comme dans son jeu d'acteur, il se revendique librement du réel-visceralisme (ou infra-réalisme) cher à l'écrivain Roberto Bolaño[réf. nécessaire].

## Discographie

### Albums studio
- 1999 : Z.F.O. – P.Funk (Virgin / Source)
- 2001 : WILLIAMS TRAFFIC - & the Fugitive (BMG / Wagram)
- 2004 : Brian Dreams - Williams Traffic (BMG / Wagram)[4],[3]
- 2005 : The Sweet Little Mother Fuckin' Show - Fantazio (La Triperie / PIAS)[8]
- 2008 : 5000 Ans - Fantazio (La Triperie / PIAS)[9]
- 2011 : Temptation (album, 2011) - Frank Williams & the Ghost Dance (La Fugitive / Believe)
- 2014 : Totem Girl - Frank Williams & the Ghost Dance - (La Fugitive / Believe)
- 2015 : The World is Not My Home - La Fugitive (La Fugitive / Believe)[5]
- 2015 : Prière pour Aujourd’hui - The Moonshiners (La Fugitive / Believe)
- 2017 : Wild Boys - La Fugitive (La Fugitive / Believe)[5]
- 2024 : Mauvais Garçons - The Moonshiners

## Filmographie

### Compositeur

#### Cinéma
- 2011 : Melancholic Sabbat de Lucile Littot (court-métrage)
- 2011 : Rives d'Armel Hostiou
- 2012 : Adios Muchacha de Manuel Almereyda Perrone (court-métrage)
- 2013 : L’Ombre de Salah de Netty Radvanyi (court-métrage)
- 2013 : Sangre de mi Sangre de Jérémie Reichenbach
- 2015 : Une Histoire Américaine d'Armel Hostiou
- 2016 : Slacks de Benoît Boussard (court-métrage)
- 2017 : Mulette (film)|Mulette de Lara Hirzel (court-métrage)
- 2017 : La Nuit je mens (film)|La Nuit je Mens d'Aurélia Morali (court-métrage)
- 2018 : Milla de Valérie Massadian
- 2018 : Le Ciel Etoilé au Dessus de ma Tête d'Ilan Klipper[6]
- 2018 : Sibyl de Justine Triet
- 2018 : La Sainte Famille de Louis-Do De Lencquesaing
- 2020 : Funambules d'Ilan Klipper
- 2022 : Issa (film)|Issa de Jérémie Reichenbach
- 2022 : Le Processus de Paix d'Ilan Klipper

#### Télévision
- 2012 : Naître Père de Delphine Lanson
- 2016 : Médecine d'Ailleurs de Bernard Fontanille[10]
- 2021 : Soigner à tout prix d'Ilan Klipper

## Théâtre
- 2012 : Passé je ne sais où qui revient (Vita Nova / Bouffes Du Nord, TNS, TNB)
- 2013 : Inua (pièce)|Inua - Pièce équestre de Netty Radvanyi (Z Machine/Aurillac)
- 2014 : Brut (pièce)|Brut – Pièce équestre de Netty Radvanyi (Z Machine)
- 2015 : Je Veux Je Veux – Valentine Carette et Sigrid Bouaziz (Ménagerie de Verre)
- 2016 : Au Pied du Mur Sans Porte – Lazare (Vita Nova - Théâtre de la Ville Abesses)
- 2018 : Open House (pièce)|Open House – Clara Le Picard – Ménagerie de Verre
- 2019 : Silver Factory – Clara Le Picard (compagnie à Table)- Centquatre Paris XIXè / Festival d’Avignon Juillet 2019
- 2020 : Demolition Party - Olivia Csiky Trnka (compagnie Full Petal / Théâtre de Saint Gervais, Genève)[11]
- 2021 : Sur la Voie Royale - Maya Bösch (compagnie Sturmfrei / Théâtre La Manufacture, Lausanne)
- 2021 : Steve Jobs de Alban Lefranc mis en scène par Robert Cantarella (R&C / scène nationale de Maubeuge)
- 2022 :Hypothèse de la Foudre - de Alban Lefranc mis en scène par Valentine Carette (Compagnie Wanda / Théâtre La Vignette Montpellier)
- 2023 : Hamlet - mis en scène par  Catherine Umbdenstock et traduit par Dorothée Zumstein (Epik Hotel)